# Temelucha torrida
Temelucha torrida är en stekelart som beskrevs av Dasch 1979. Temelucha torrida ingår i släktet Temelucha och familjen brokparasitsteklar. Inga underarter finns listade i Catalogue of Life.